# Benjamin West
Pour les articles homonymes, voir West.
Benjamin West (Springfield en Pennsylvanie, 10 octobre 1738 - 11 mars 1820) est le premier peintre né en Amérique qui obtient une renommée artistique internationale.

## Biographie
Benjamin West est né dans un milieu modeste des Treize colonies, son père John West (1690–1776) étant aubergiste. Jeune, ses talents artistiques sont remarqués dans la « haute » société à Philadelphie où il exécute des portraits. Certains de ses clients se cotisent pour lui payer un séjour d'étude en Europe, particulièrement le juge William Allen et son beau-frère le gouverneur James Hamilton.
Il se rend à Rome à l'âge de 22 ans où il fait la connaissance de Johann Joachim Winckelmann et du néoclassicisme naissant.
En 1763, après trois ans en Italie, il s'installe définitivement à Londres et ne retournera jamais en Amérique.
En 1772, il est nommé peintre d'histoire de George III. Il fut l’ami du souverain et peignit quelque 60 toiles pour lui. Il reçut une commande pour faire des peintures religieuses dans la chapelle du château de Windsor, mais elle fut annulée en 1801.
En 1792, il succéda à Joshua Reynolds en tant que président de la Royal Academy, dont il fut l'un des fondateurs en 1768. Il enseigna à des étudiants européens et américains.

### Élèves
Quelques élèves d'après le catalogue de l'exposition The World of Benjamin West, Allentown, Pennsylvanie, Allentown Art Museum (en), 1962 (sauf mention contraire) :
- Matthew Pratt (1734 - 1805).
- Abraham Delanoy Jr. (vers 1740 - vers 1790).
- Charles Willson Peale (1741 - 1827).
- Henry Benbridge (en) (1743 - 1812).
- Ralph Earl (1751 - 1801).
- Gilbert Stuart (1755 - 1828).
- John Trumbull (1756 - 1843).
- Mather Brown (1761 - 1831).
- William Dunlap (1766 - 1839).
- Robert Fulton (1765 - 1815).
- Sir Thomas Lawrence (1769 - 1830).
- Richard Livesay (1750 - 1823)[7].
- John Vanderlyn (1776 - 1852).
- Rembrandt Peale (1778 - 1860).
- Washington Allston (1779 - 1843).
- Thomas Sully (1783 - 1872).
- Samuel Morse (1791 - 1872).

## Œuvre
Il se spécialise dans la peinture d'histoire. Ses premiers tableaux apparentés à ce genre datent du début des années 1770, soit une quinzaine d'années avant les grands tableaux historiques de Jacques-Louis David en France. Contrairement à ses confrères, il ne se limite pas à l'histoire ancienne. En 1770, par exemple, il réalise le tableau La Mort du général Wolfe qui montre les derniers instants du général britannique James Wolfe pendant la Bataille de Québec (1759) au cours de la Guerre de Sept Ans. Il s'agit d'une peinture à l'huile sur toile de style néoclassique. Une gravure de ce tableau existe ; comme celle de Montcalm. Certaines personnes ont payé l'artiste pour être illustrées parmi les personnages qui entourent le défunt sur ce tableau.
En 1771, il mit en scène la rencontre entre William Penn et les Amérindiens dans sa Pennsylvanie natale, commémorant ainsi le traité signé par Penn avec les Amérindiens un siècle plus tôt. Ces œuvres connurent un immense succès en Angleterre.
- Portrait du colonel Guy Johnson (v.1755), huile sur toile
- Le traité de Penn avec les indiens (1771-1772), huile sur toile, 190 × 274 cm, The Pennsylvania Academy of Fine Arts, Philadelphie;
- La Mort du général Wolfe (1770), huile sur toile, 152,6 × 214,5 cm, Musée des beaux-arts du Canada, Ottawa;
- Colonel Guy Johnson et Karonghyontye (capitaine David Hill) (1776), huile sur toile, 202 × 138 cm, National Gallery of Art, Washington[8]
- Le Barde (1778), huile sur panneau de chêne, 29 × 23 cm, Tate Britain[9]
- Vénus consolant Cupidon piqué par une abeille, huile sur toile, 77 × 64 cm, Musée de l'Ermitage, Saint-Petersbourg[10]

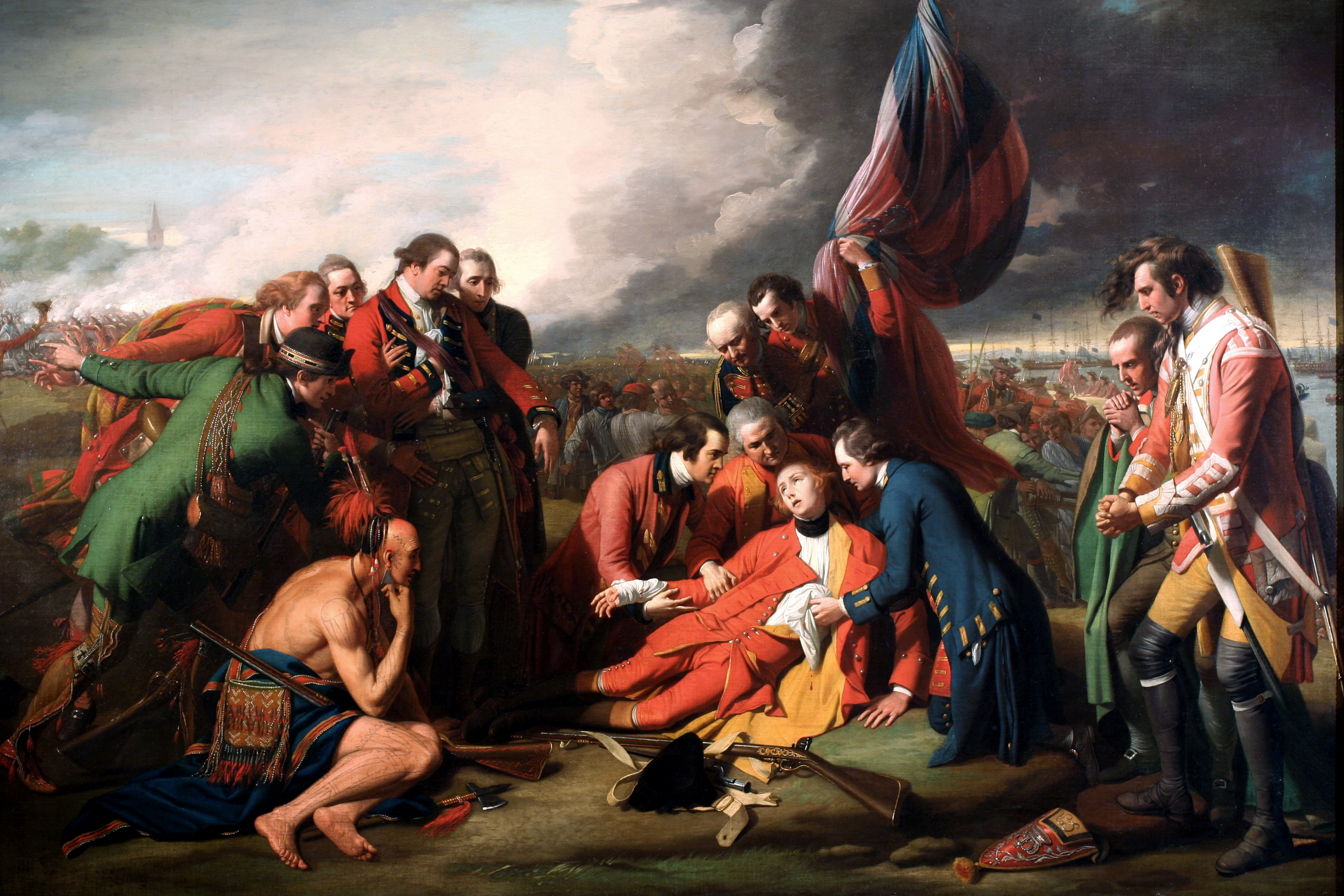
La Mort du général Wolfe
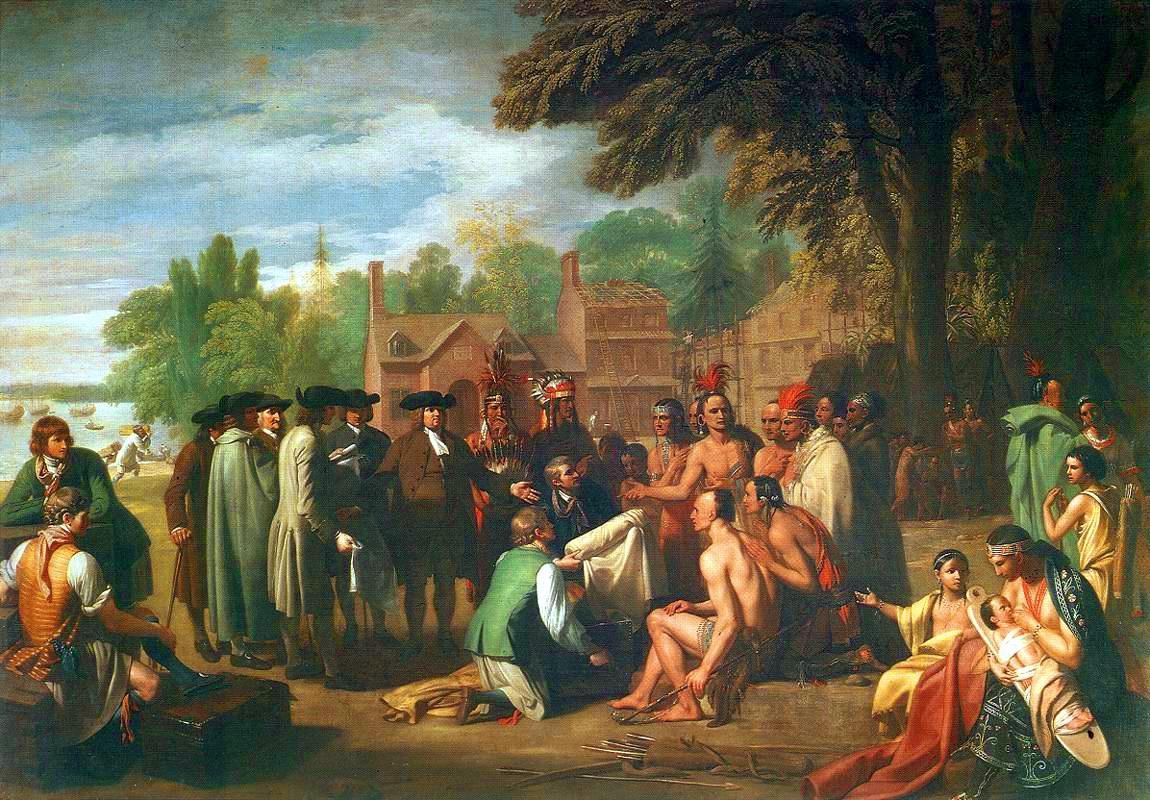
Traité de William Penn avec les Indiens
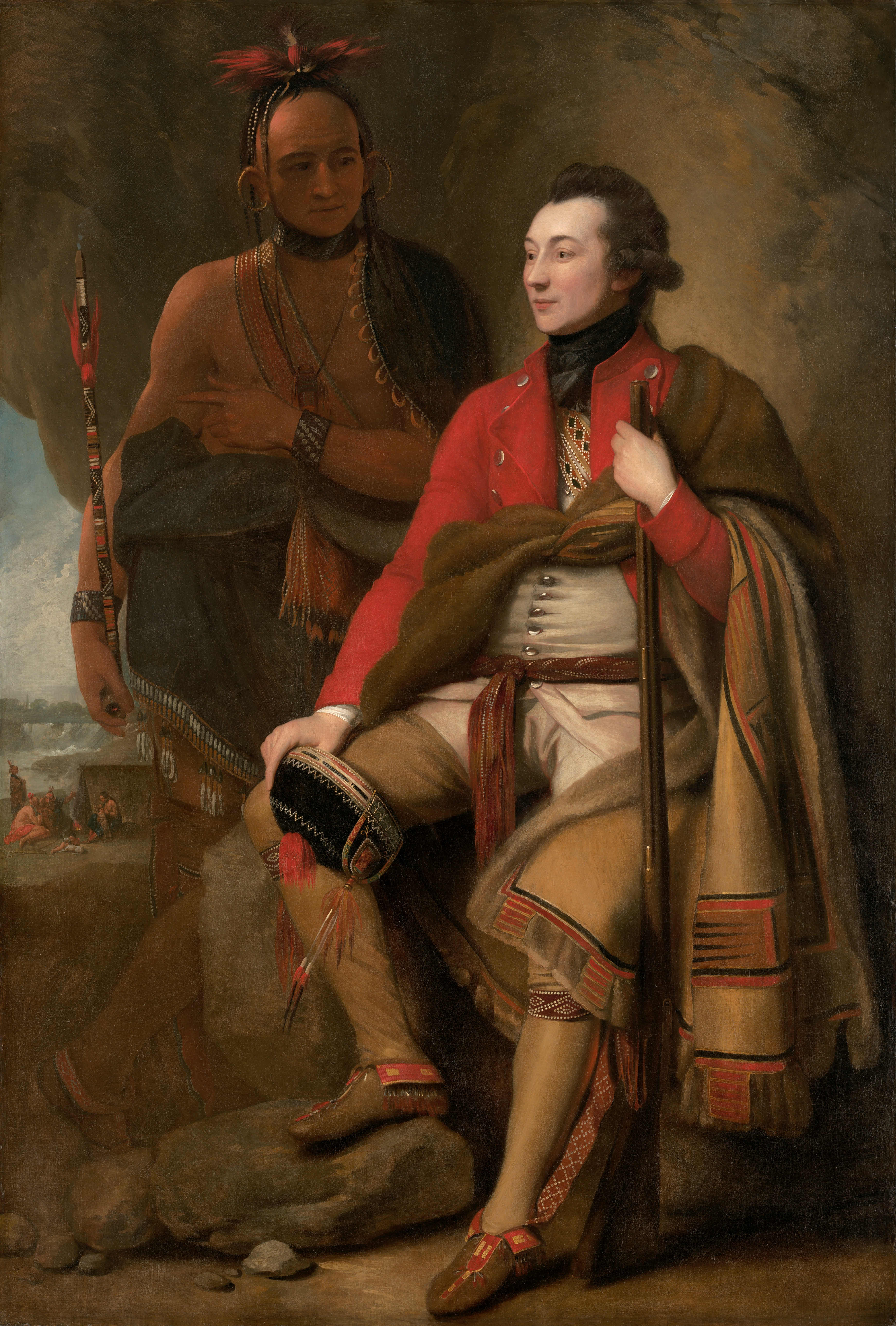
Portrait de Colonel Guy Johnson
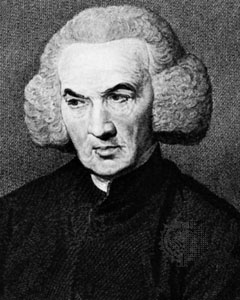
Portrait de Richard Price, National museum of Wales
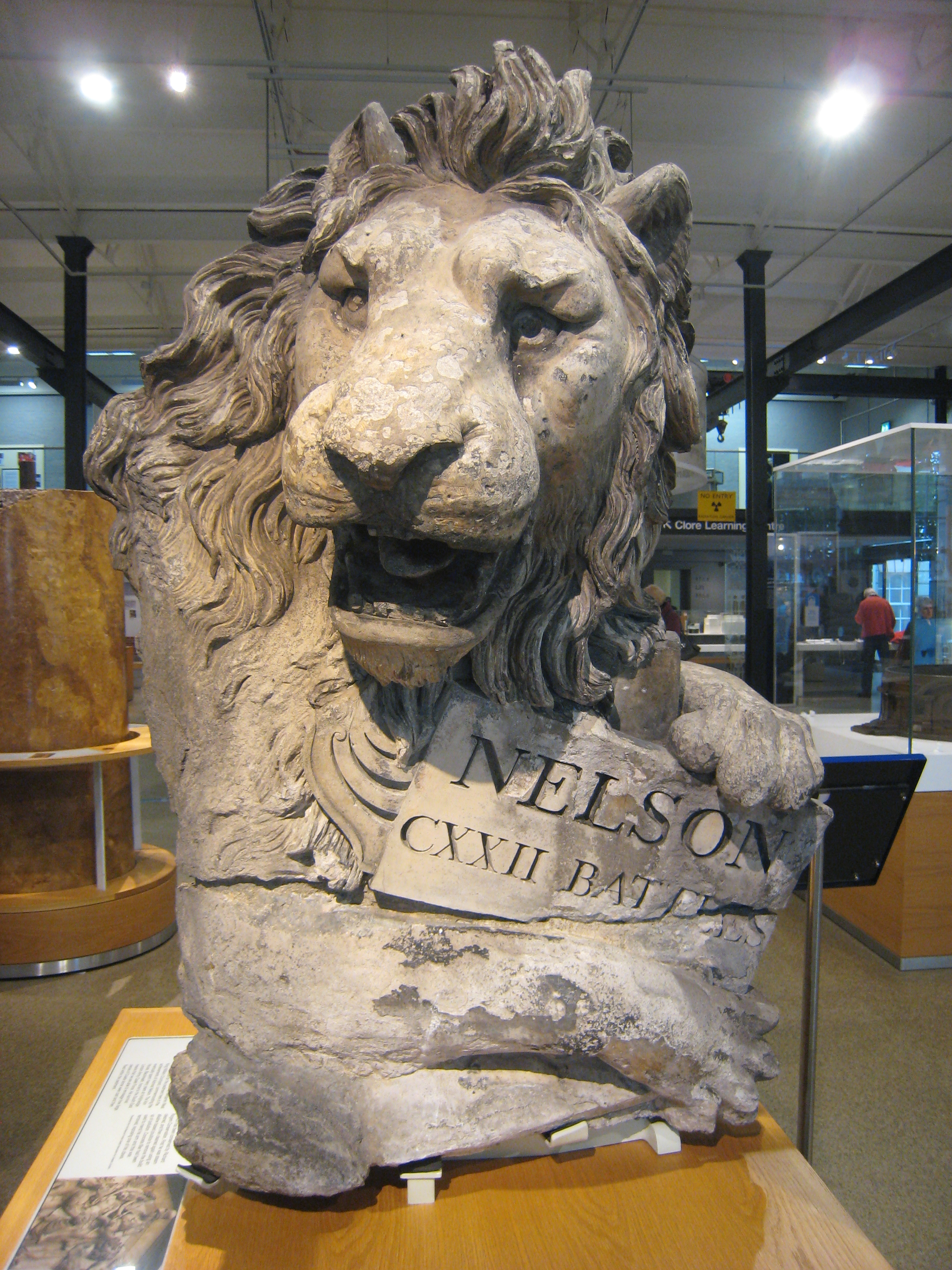
Partie d'un monument conçu par B. West au Greenwich hospital représentant la mort de l'amiral Nelson. Le lion britannique tient un rouleau rappelant les 122 batailles de Nelson.